# Doutor Paulo César
Paulo César da Guia Almeida (Cabo Frio, 18 de junho de 1960), mais conhecido como Doutor Paulo César, é um médico e político brasileiro  atualmente filiado ao Partido Liberal. Foi vereador em Cabo Frio e assumiu o cargo de deputado federal entre 2009 e 2015.

## Carreira política
Como vereador de Cabo Frio, Paulo César disputou a prefeitura da cidade em 2004 pelo PSDB, porém ficou em segundo lugar com 32.054 votos (43,22%). Dois anos depois, em 2006, foi candidato a deputado federal, tendo ficado com a suplência.
Em 2008, candidatou-se novamente à prefeitura de Cabo Frio, terminando a eleição em terceiro lugar. Em 6 de janeiro de 2009 assumiu definitivamente o cargo devido a renúncia de Sandro Matos, que foi eleito prefeito de São João de Meriti. No entanto, já vinha exercendo o cargo desde que Sandro Matos se licenciara para concorrer, em meados de 2008.
No ano de 2016, após o fim de seu mandato como deputado federal no ano anterior, César disputou pela terceira vez o cargo de prefeito em Cabo Frio, terminando em quarto lugar com 18.851 votos (18,31%).